# Бадия (остров)
 Бадия  (хорв. Badija, итал. Badia) — один из крупнейших островов Корчуланского архипелага, вблизи города  Корчула (в 20 минутах на лодке из порта Корчула).
Площадь 0,97 км  2 . Длина береговой линии — 4,16 км. Первое упоминание об острове датируется 1368-м годом как Školj (остров) Св. Петра (Scolenum Санкти-Петри). В 1392 населенный монахами из Боснии.
Именем «Badija» остров был назван в честь монастыря (лат. abbatia — аббатство), который был построен на рубеже 15-го и 16-го веков. Монастырь подвергся различным модификациям, а в 1909 году был расширен и перестроен. После Второй мировой войны, францисканцев с острова выселили и в 1950-х монастырь был превращен в спортивный центр и курорт. Остров был возвращен в 2003 настоящему владельцу — францисканской провинции св. Иеронима, основанной в Задаре. Два года спустя, Задар, по договору, передал монастырь францисканской провинции Герцеговины сроком на 99 лет. В настоящее время монастырь и церкви, после более чем 60 лет забвения и разрушения религиозных и культурных ценностей, постепенно восстанавливаются.